# Gladys Triveño
Gladys Mónica Triveño Chanjan (19 de marzo de 1967) es una abogada peruana. Fue Ministra de la Producción del Perú desde el 14 de mayo del 2012 hasta el 24 de febrero del 2014 durante el gobierno de Ollanta Humala.

## Biografía
Se graduó de abogada en la Pontificia Universidad Católica del Perú (PUCP) en 1994. Tiene una maestría en Administración de Empresas por la Escuela de Negocios (ESDEN) en Madrid, España. Es también diplomada en Dirección Estratégica de Finanzas por la Universidad del Pacífico.
Desde septiembre de 1996 hasta diciembre del 2000 fue Gerente de Desarrollo Institucional del Instituto Nacional de Defensa de la Competencia y de la Protección de la Propiedad Intelectual (INDECOPI), en el cual fue miembro de la Comisión de Reestructuración Patrimonial. Formó parte del Directorio de la institución de marzo a septiembre de 2001.
Ha sido gerente general de la Asociación de Exportadores del Perú (ADEX) de febrero de 2001 a marzo de 2002. También fue consultora del Programa de las Naciones Unidas para el Desarrollo (PNUD) y del Ministerio de Economía y Finanzas.
En 2002 fue Gerente General del Museo de Arte de Lima. 
En el 2003, fundó Proexpansión S.R.L., una empresa de consultoría y de investigación orientada a promover el crecimiento de las micro, pequeñas y medianas empresas de su país (Mypes).
También ha ejercido como catedrática de la PUCP.
En marzo del 2012, el gobierno del presidente Ollanta Humala la designó como viceministra de MYPE e Industria del Ministerio de la Producción. Asumió entonces el reto de diseñar una política de Estado a favor de las Mypes para impulsar su crecimiento.

### Ministra de la Producción
El 14 de mayo del 2012, juró como Ministra de la Producción ante el presidente Humala, en una ceremonia realizada en el Salón Dorado de Palacio de Gobierno. Reemplazó en dicho cargo a José Urquizo Maggia, quien pasó a ser titular de la cartera de Defensa.
Después de casi dos años de gestión dejó el ministerio, fue remplazada por Piero Ghezzi. En una entrevista declaró que su salida del gabinete se debió a la presión de un grupo de poder dentro del gremio empresarial pesquero, descontento con su plan de reordenamiento de la pesquería.